# 法尔德
法尔德是德国下萨克森州的一个市镇。总面积17.53平方公里，总人口683人，其中男性367人，女性316人（2011年12月31日），人口密度39人/平方公里。